# 工程師節
工程師節存在於以下幾個國家

## 阿根廷
在阿根廷,  工程師節在6月15日, 是為了慶祝1870年6月15日, Luis Augusto Huergo 成為阿根廷第一位工程師.

## 哥倫比亞
在 哥倫比亞,  工程師節在八月17日.

## 印度
在 印度,  工程師節是在九月15日.

## 伊朗
在伊朗工程師節在每年的二月24日.是為了慶祝伊朗最偉大的科學家纳西尔丁·图西.

## 墨西哥
在 墨西哥,  工程師節在七月1日.

## 委內瑞拉
在 委內瑞拉,  工程師節在十月28日.

## 巴拿馬
在 巴拿馬, 工程師節在一月26日.

## 義大利
在 義大利,  工程師節在六月15日.

## 中華民國
在 臺灣(中華民國)，工程師節在6月6日，目的是為了紀念治水的大禹，此日也是水利節。

## 美國
在 美國, 工程師節在每年的6月4日。